# トランスデジタル
トランスデジタル株式会社は、東京都千代田区に本社を置いてエンジニア支援などを行っていた企業。経営破綻により現存していない。

## 沿革
- 1969年8月2日 - 株式会社三島情報コンサルタントとして設立。
- 1976年8月 - 日本エム・アイ・シー株式会社に商号変更。
- 1989年12月 - 株式を店頭公開。
- 2002年10月 - 株式会社ファイに商号変更。
- 2005年8月 - 現在のトランスデジタル株式会社に商号変更。
- 2006年4月 - 子会社としてメディア241株式会社（ハッピー241を運営）を設立。
- 2008年
  - 7月 - 新株予約権を発行し、同年8月27日までに約31億円の資金を調達。
  - 8月28日 - 第1回の不渡りを申請。
  - 8月29日 - 第2回目の不渡りを申請。JASDAQの上場廃止が決定。
  - 9月1日 - 民事再生法適用申請。5日、開始。
  - 9月30日 - 上場廃止。不渡り申請後から上場廃止までの株価は1円で売り気配のままだった。株価数円で1ヶ月も上場し続けた異常な企業だったが、その理由は商品が「自社株」だったからだ、と評されている[1]。これによりハッピー241も同日24時をもって放送休止・廃局となる
- 2009年
  - 5月21日 - 再生計画認可。
  - 9月9日 - 100%減資の上、1000万円の増資。
- 2010年
  - 2月16日 - 社長の後藤らが民事再生法違反の容疑で逮捕（後述）。11月24日、同法違反で有罪判決が下る。
- 2011年
  - 3月24日 - 民事再手続廃止決定。裁判所による職権破産。

## 民事再生法違反
2010年2月、警視庁刑事部捜査第2課・組織犯罪対策部組織犯罪対策総務課が、社長の後藤など6人を逮捕。容疑は民事再生法第256条違反（特定の債権者に対する担保の供与）。破綻直前、100％子会社のハッピー241が日本文化チャンネル桜に協力を依頼して新番組『ガンバレ自衛隊!安全保障アワー』を制作することを発表、資金は増資で賄う旨表明、現職や歴代の防衛大臣（林芳正、石破茂、小池百合子）、自衛隊幹部（田母神俊雄ら）をゲストに呼んで2008年8月7日に制作発表パーティまで開いていたことが判明し、組織犯罪対策総務課は社の経営実態を解明するとしている。
2010年11月24日、後藤に同法違反で懲役1年6月・執行猶予3年（求刑は懲役1年6月の実刑）、他の4人にも執行猶予付きの有罪判決。